# Benyvirus
Benyvirus (лат.) — род патогенных для растений вирусов из монотипного семейства Benyviridae, которое не включают в какой-либо из известных порядков вирусов.
Одноцепочечные (+)РНК-содержащие вирусы, безоболочечные стержнеобразные вирионы которых имеют длину от 85 до 390 нм и диаметр 20 нм. Правосторонняя спираль с шагом 2,6 нм образует повторения четыре оборота, включает 49 капсида. Каждый белок капсида охватывает четыре нуклеотида на геномной РНК.
Род включает несколько видов, известных в первую очередь способностью поражать растения. Некоторые виды губительны для риса, могут приводить к хлорозу, некрозу и другим порокам развития растения.
По данным Международного комитета по таксономии вирусов (ICTV), на май 2016 г. в род включают 4 вида:
- Beet necrotic yellow vein virustypus (BNYVV) — вызывает ризоманию свёклы
- Beet soil-borne mosaic virus
- Burdock mottle virus
- Rice stripe necrosis virus